# Neopromachus extraordinarius
Neopromachus extraordinarius är en insektsart som beskrevs av Günther 1936. Neopromachus extraordinarius ingår i släktet Neopromachus och familjen Phasmatidae. Inga underarter finns listade i Catalogue of Life.